# Gnathoncus semimarginatus
Gnathoncus semimarginatus är en skalbaggsart som beskrevs av Heinrich Bickhardt 1920. Gnathoncus semimarginatus ingår i släktet Gnathoncus och familjen stumpbaggar. Inga underarter finns listade i Catalogue of Life.